# Полоскі-Старі
Полоскі-Старі (пол. Połoski Stare) — село в Польщі, у гміні Піщаць Більського повіту Люблінського воєводства.
У 1975-1998 роках село належало до Білопідляського воєводства.